# Caryomyia subpina
Caryomyia subpina är en tvåvingeart som beskrevs av Gagne 2008. Caryomyia subpina ingår i släktet Caryomyia och familjen gallmyggor. Inga underarter finns listade i Catalogue of Life.